# Język pite
Język pite (ang. Pite Saami, Arjeplog Saami; nazwa własna: bidumsáme giella, bisumsáme giella) – wymierający język saamski z grupy północno-zachodniej. Obecnie jest jeszcze w pewnym stopniu używany w centralnej części szwedzkiej Laponii, a dokładnie na południu regionu Norrbotten, tj. na terenie gmin Arjeplog i Arvidsjaur, wzdłuż rzeki Pite (stąd nazwa języka), natomiast populacja norweska wymarła (niegdyś żyła pomiędzy Saltenfjord a Ranenfjord).
Jest prawie wymarły. Według danych szacunkowych z 2014 r. posługuje się nim 30 osób.

## Samogłoski
|                | przednie | tylne |
| -------------- | -------- | ----- |
| wysokie        | i        | u     |
| półprzymknięte | e        | o     |
| półotwarte     | ɛ        | ɔ     |
| niskie         | a :      |       |

Oprócz ośmiu samogłosek podanych w powyższej tabeli pite ma także dwugłoskę [u̯a].

## Spółgłoski
|                    | dwuwargowe | wargowo- -zębowe | dziąsłowe  | zadziąsłowe | środkowo- językowe | tylko- językowe | kratniowe |
| ------------------ | ---------- | ---------------- | ---------- | ----------- | ------------------ | --------------- | --------- |
| zwarte             | p ʰp : ʰp: |                  | t ʰt : ʰt: |             |                    | k ʰk : ʰk:      |           |
| zwarto-szczelinowe |            |                  | ʦ ʰʦ : ʰʦ: | ʧ ʰʧ : ʰʧ:  |                    |                 |           |
| szczelinowe        |            | f : v :          | s :        | ʃ :         |                    |                 | h         |
| nosowe             | m :        |                  | n :        |             | ɲ :                | ŋ :             |           |
| drżące             |            |                  | r :        |             |                    |                 |           |
| płynne             |            |                  | l :        |             |                    |                 |           |
| półsamogłoski      |            |                  |            |             | j :                |                 |           |